# Rocco Melideo
Rocco Melideo (Chieti, 20 maggio 1938) è un ex calciatore italiano, di ruolo difensore.

## Carriera
La sua carriera è legata soprattutto alle maglie di Alessandria (è il 19º calciatore più presente di sempre in gare ufficiali con la maglia dei grigi piemontesi) e Lecce. Vanta 172 presenze in Serie B, suddivise nell'arco di sei stagioni.
Dopo il ritiro, ha iniziato a lavorare come commercialista a Pordenone.